# Monreal, Rheinland-Pfalz
Monreal är en kommun och ort i Landkreis Mayen-Koblenz i förbundslandet Rheinland-Pfalz i Tyskland.
Kommunen ingår i kommunalförbundet Verbandsgemeinde Vordereifel tillsammans med ytterligare 26 kommuner.